# アメーリア (テルニ県)
アメーリア（伊: Amelia）は、イタリア共和国ウンブリア州テルニ県にある、人口約12,000人の基礎自治体（コムーネ）。

## 地理

### 位置・広がり

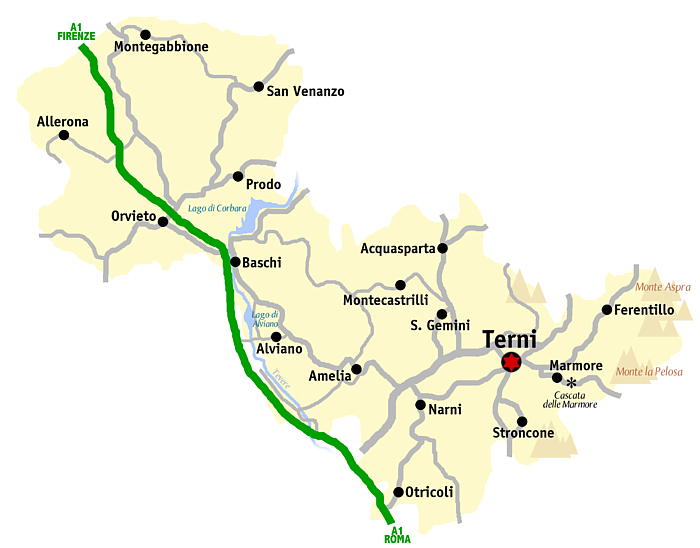
テルニ県概略図

テルニ県南東部のコムーネ。

#### 隣接コムーネ
隣接するコムーネは以下の通り。括弧内のVTはヴィテルボ県所属を示す。
- アルヴィアーノ
- アッティリアーノ
- アヴィリアーノ・ウンブロ
- ジョーヴェ
- グアルデーア
- ルニャーノ・イン・テヴェリーナ
- モンテカストリッリ
- ナルニ
- オルテ (VT)
- ペンナ・イン・テヴェリーナ

### 気候分類・地震分類
アメーリアにおけるイタリアの気候分類 (it) および度日は、zona D, 2038 GGである。
また、イタリアの地震リスク階級 (it) では、zona 2 (sismicità media) に分類される。

## 行政

### 分離集落
アメーリアには以下の分離集落（フラツィオーネ）がある。
- Collicello, Foce, Fornole, Macchie, Montecampano, Porchiano del Monte, Sambucetole

## 姉妹都市
- チヴィタヴェッキア、イタリア
- Stylida、ギリシャ
- ジョワニー、フランス - 2005年

## 文化・観光
「スローシティ」加盟都市である。